# Oblivion (film 2013)
Oblivion è un film del 2013 scritto e diretto da Joseph Kosinski.

## Trama
Nel 2077, in un mondo post-apocalittico, Jack Harper è un tecnico che vive sulla Terra ormai abbandonata poiché contaminata dalle radiazioni e stravolta dai fenomeni meteorologici causati dalla distruzione della Luna, conseguenza di un'invasione aliena e della successiva guerra nucleare vinta dai terrestri contro degli extraterrestri chiamati Scavengers, accaduta sessant'anni prima. Jack risiede, insieme alla compagna Victoria Olsen, in una torre a 1000 metri di altezza: il loro compito consiste nel garantire l'integrità e il funzionamento delle idro-trivelle, giganteschi macchinari che risucchiano l'acqua dagli oceani per creare nuova energia, ed eseguire la manutenzione dei droni, sofisticati robot-guerrieri volanti, programmati per sterminare gli eventuali Scavengers sopravvissuti e proteggere le idro-trivelle. Affinché Jack possa eseguire la sua missione al meglio, gli è stata tolta ogni memoria della vita passata. La coppia, tramite comunicazioni video, prende ordini dal loro supervisore "Sally", una donna che risiede nel Tet, una colonia spaziale a forma di tetraedro che orbita intorno alla Terra e ospita gli ultimi sopravvissuti in attesa di abbandonare la Terra per recarsi su Titano, la nuova dimora scelta dagli umani per sopravvivere. Quando le idro-trivelle avranno raccolto abbastanza energia per il Tet, Jack e Victoria lasceranno definitivamente la torre per raggiungere la loro nuova casa.
Jack è spesso tormentato da sogni e flashback riguardanti New York prima dell'invasione degli Scavengers, e da ricorrenti visioni di una misteriosa donna di cui non comprende l'identità; non riesce inoltre a convincersi che la Terra sia del tutto perduta, poiché ha scoperto un luogo, sulle rive di un lago, in cui il terreno è fertile e vitale e dove ha costruito una capanna, in cui conserva oggetti del passato. Victoria, invece, vuole solo completare la missione e lasciare la Terra per sempre. Mancano solo due settimane alla partenza, ma Jack si chiede per quale motivo gli Scavengers superstiti siano diventati più aggressivi, riuscendo a mettere fuori uso numerosi droni e rubandone le celle energetiche. Un giorno, mentre pattuglia il territorio a bordo del suo velivolo, Jack entra in un anfratto sotterraneo, cercando quello che ritiene un drone malfunzionante da riparare, ma in realtà si tratta di una trappola: il protagonista riesce tuttavia a sfuggire alla cattura da parte degli Scavengers, venendo salvato dall'arrivo di un altro drone che lo libera, uccidendo tutti gli alieni.
All'alba del giorno seguente, Jack e Victoria sono svegliati dall'esplosione di una idro-trivella: Jack si reca sul posto e scopre che la causa della distruzione è stata l'esplosione della cella energetica di un drone. Più tardi, viene inviato da Victoria a indagare su un segnale sconosciuto e sospetto, scoprendo che è emanato da un radiofaro degli alieni; l'uomo si chiede quali siano le loro intenzioni e perché abbiano cercato solo di catturarlo, senza ucciderlo. Più avanti, mentre si riposa nel suo angolo di paradiso, Jack vede un oggetto spaziale precipitare dal cielo, attirato dal radiofaro alieno. Nonostante Sally gli ordini di rientrare, Jack si reca sul punto dell'impatto e vi trova il relitto di una navicella spaziale, l'Odyssey, con delle capsule d'ibernazione contenenti i membri dell'equipaggio. Un attimo dopo, arriva sul posto anche un drone, che inizia a eliminare uno a uno i superstiti, nonostante siano umani e non alieni. Jack riesce a salvare una ragazza di nome Julia Rusakova, in quanto è identica alla donna che spesso riempie le sue visioni; nonostante la disapprovazione di Victoria, decide di ospitarla nella sua abitazione protetta. Tuttavia, il risveglio di Julia aumenta i  suoi dubbi quando lei, appena lo vede, lo chiama per nome.
Il mattino seguente, Jack e Julia scendono in superficie per trovare la scatola nera dell'astronave precipitata. Una volta arrivati al relitto, i due vengono catturati dagli Scavengers e portati in una base sotterranea, dove Jack scopre che gli alieni sono in realtà un gruppo di umani guidati dall'anziano marine Malcolm Beech, il quale rivela che in realtà la storia degli Scavengers è un'invenzione e Jack sia stato un astronauta, inviato sessant'anni prima nello spazio per indagare sul misterioso Tet. È stato proprio il Tet a causare la distruzione della Luna e i conseguenti cataclismi che hanno sconvolto il pianeta. Anche la contaminazione del suolo è in realtà inesistente, perché l'azione distruttiva del Tet non ha nemmeno lasciato il tempo agli umani di usare le armi nucleari. Beech vorrebbe annientare il Tet lanciandogli contro un drone carico di un ordigno nucleare, ma non può riuscirvi perché i droni rispondono solo ai comandi vocali di Jack. Improvvisamente, la base della resistenza umana è attaccata da altri droni inviati da Victoria, ma i ribelli riescono a resistere. Jack non è convinto e si rifiuta di cooperare con Beech, che lo lascia andare con Julia, consigliandogli tuttavia di recarsi in una zona radioattiva, dove troverà certamente risposta a molte delle sue domande.
Jack conduce Julia alle rovine dell'Empire State Building, e lì la donna gli rivela che un tempo era sua moglie. Nonostante lo shock, Jack mette a fuoco tutte le sue visioni, accetta Julia e capisce che Beech gli ha detto la verità. Intuisce, inoltre, che quella con cui è arrivata Julia era una navicella della NASA, in orbita intorno alla Terra. Un a volta tornati alla torre, la coppia è accolta da una disperata Victoria, che, notata la complicità tra i due e sentendosi tradita, ha riferito a Sally quanto Jack stia diventando inadatto alla missione. Sally attiva un drone posto nell'abitazione con lo scopo di eliminarli, ma a venire uccisa è la sola Victoria.
Jack e Julia sfuggono alla caccia di altri tre droni inviati da Sally, ma precipitano con il velivolo in una zona desertica all'interno di un'area radioattiva, dove un esterrefatto Jack si ritrova faccia a faccia con un individuo identico a lui, ma recante il codice identificativo Tech 52 (il Jack presente fin dall'inizio ha il codice identificativo Tech 49), atterrato nelle vicinanze per riparare un drone appena abbattuto. Jack comprende che le aree contaminate sono in realtà zone di competenza di tutti gli altri suoi cloni, con i quali non avrebbe dovuto avere contatti. Si scontra quindi con il numero 52, riuscendo a metterlo fuori combattimento e a legarlo, per poi mettere al riparo Julia, ferita nello scontro, e recarsi nell'abitazione del clone Tech 52, in cerca di medicinali con cui curarla. Qui, scopre che esiste anche un clone di Victoria, la quale, credendolo il suo compagno, non lo intralcia.
I due fuggitivi ritornano nella roccaforte dei ribelli, che Jack ora decide di aiutare modificando un drone per realizzare il piano di Beech, in quanto ha finalmente compreso la verità: ciò che gli aveva spiegato Beech è vero, gli Scavengers non sono mai esistiti e la catastrofe che ha sconvolto la Terra è stata causata dal Tet, entità aliena che ha distrutto la Luna e ha clonato migliaia di volte Jack e Victoria, istruendoli a sterminare gli esseri umani sopravvissuti, e a sorvegliare le idro-trivelle che trasformano l'acqua liquida in energia di fusione, allo scopo di prosciugare le riserve d'acqua del pianeta conquistato. I ribelli, nel frattempo, vengono attaccati di nuovo da altri droni inviati da Sally e, nonostante riescano ad abbatterli, perdono in modo irreparabile quello manomesso da Jack, mentre Beech viene ferito a morte. Jack decide allora di portare l'ordigno all'interno del Tet con il suo velivolo, portando con sé Julia nella capsula di ibernazione, visto che Sally ha manifestato l'intenzione di conoscere Julia, per clonarla e creare una "squadra più efficiente".
Mentre vola verso il Tet, Jack ascolta la registrazione della scatola nera del relitto della nave di Julia: Victoria era la sua copilota nella missione di avvicinamento al Tet, il quale, quando la nave si era avvicinata, l'aveva catturata con un potente raggio traente. Vista l'impossibilità di sganciarsi, Jack aveva prima separato dalla nave il modulo delle capsule criogeniche, in modo che rientrassero sulla Terra, ma il modulo sarebbe rimasto in orbita per sessant'anni, fino a quando Beech non lo ha fatto rientrare. Jack raggiunge la colossale struttura aliena e, finalmente, si ritrova al cospetto di Sally, che si palesa come un'entità meccanica senziente di forma tetraedrica, che non dà spiegazioni su come sia arrivata nel sistema solare e si autoproclama un Dio davanti al clone di Jack. All'apertura della capsula criogenica, sorprendentemente si palesa Beech, unitosi per la definitiva missione suicida, mentre Julia è stata ibernata in un'altra capsula e lasciata nel rifugio sul lago. Jack e Beech portano quindi a compimento il loro piano, azionando la bomba nucleare nascosta all'interno della capsula, che distrugge il Tet e causa l'istantanea disattivazione di tutti i droni.
Tre anni dopo, Julia vive nell'angolo di paradiso creato da Jack con sua figlia, avuta da Jack stesso negli eventi passati. A un certo punto, viene raggiunta da un gruppo di sopravvissuti, tra i quali vi è Tech 52, a cui l'incontro con il clone Tech 49 ha risvegliato i ricordi e che, avendo la medesima memoria latente di Tech 49, può riunirsi alla sua famiglia, cercata dal giorno della distruzione del Tet.

## Produzione

### Concezione
Joseph Kosinski concepì la storia narrata nel film per la prima volta nel 2005, scrivendo un racconto di dodici pagine intitolato Oblivion. Qualche anno dopo, trovò la collaborazione della Radical Comics per adattarlo in un romanzo grafico, il quale sarebbe stato scritto da Arvid Nelson e illustrato da Andrée Wallin. Il graphic novel fu pubblicato per la prima volta nel 2010 al San Diego Comic-Con International, dove Kosinski era già impegnato anche per presentare il suo film Tron: Legacy; alla manifestazione ne furono distribuite circa 30 000 copie.
La reazione positiva del pubblico attirò quindi l'attenzione delle major cinematografiche e la Disney nell'agosto 2010 ne comprò i diritti. Tuttavia, nei mesi seguenti rinunciò al progetto, poiché mal si adattava al target di film per famiglie che caratterizzavano le sue produzioni. La storia concepita da Kosinski, infatti, contiene elementi per i quali era preventivabile che il film avrebbe ottenuto un visto censura PG-13, il quale sconsiglia la visione ai minori di tredici anni. Nella primavera del 2011 i diritti furono quindi acquisiti dalla Universal, che mise a disposizione un budget di cento milioni di dollari.
La sceneggiatura della pellicola è scritta da Karl Gajdusek e Michael deBruyn, mentre tra i produttori figurano anche Peter Chernin e Dylan Clark, noti per il film L'alba del pianeta delle scimmie. Chernin, in un'intervista, ebbe occasione di spiegare che la storia è in grado di creare un forte legame con gli spettatori, in quanto, oltre a essere un film d'azione, ha per protagonista un ragazzo alla ricerca della sua umanità.

### Cast

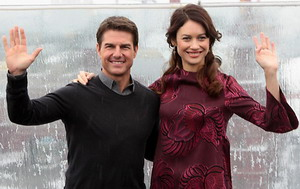
Tom Cruise e Olga Kurylenko

- Tom Cruise, interprete di Jack Harper, si unì al progetto durante le prime fasi della produzione, già nel maggio 2011, collaborando anche alla scrittura del suo personaggio.[3][5] L'attore, amante della fantascienza e pilota anche nella vita reale, spiegò di aver fortemente voluto far parte del progetto poiché impressionato dalla capacità registica di Joseph Kosinski.[5]
- Olga Kurylenko è Julia Rusakova. L'attrice ucraina tenne un'audizione per il ruolo nel mese di agosto 2011 insieme con Jessica Chastain, Olivia Wilde, Brit Marling e Noomi Rapace[6]; la prima scelta era stata Jessica Chastain, ma quest'ultima si sfilò dal cast, preferendo recitare in Zero Dark Thirty.[7] Per prepararsi al suo ruolo, la Kurylenko spiegò di aver guardato sia vari filmati per l'addestramento degli astronauti, sia diversi film di fantascienza e romantici, tra i quali Solaris, Notorious - L'amante perduta e Casablanca.[8]
- Andrea Riseborough è Victoria Olsen, ruolo per il quale erano state considerata anche Hayley Atwell, Diane Kruger e Kate Beckinsale.[7][9]

Completano il cast principale Morgan Freeman, interprete di Malcolm Beech; Nikolaj Coster-Waldau, interprete di Sykes; e Melissa Leo, interprete di Sally.

### Riprese
Le riprese del film si sono svolte dal 12 marzo al 14 luglio 2012; principalmente nei Celtic Studios di Baton Rouge. Altri luoghi delle riprese sono stati l'Islanda e le città statunitensi di Baton Rouge, New Orleans, Mammoth Lakes e New York.
Per la realizzazione del film è stato impiegato un budget di 120 milioni di dollari.

### Scenografia e costumi

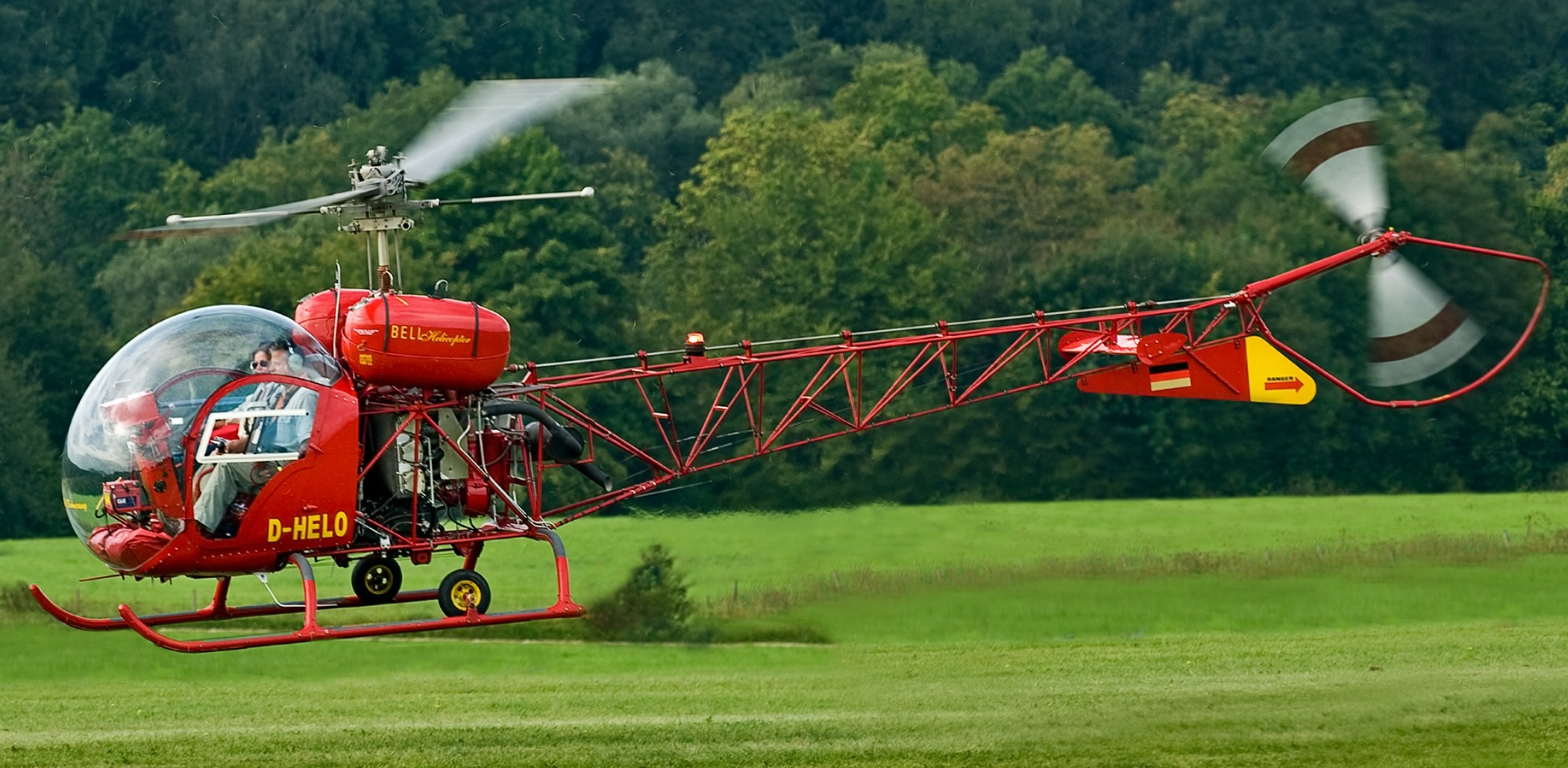
La Bubble Ship vista nel film è ispirata al Bell 47.

La scenografia fu curata da Daniel Simon. La bubbleship, il velivolo futuristico usato dal protagonista, secondo i produttori rappresenta un ibrido tra un elicottero Bell 47 e un aereo da caccia, anche se tecnicamente ha la medesima configurazione di un convertiplano. Realizzato in alluminio e vetroresina, veniva smontato e rimontato durante il trasferimento da un set all'altro; pesa circa due tonnellate e la sua costruzione ha richiesto quattro mesi di lavoro. Simon ebbe anche occasione di spiegare che i droni volanti furono concepiti con l'idea di dargli un aspetto «da vero Terminator, demoniaco e spaventoso». Per le armi laser venne utilizzato un modello di proiettore in grado di generare raggi blu, verdi, rossi e gialli. Per le scene all'interno dello shuttle, l'assenza di gravità venne simulata utilizzando un impianto di corde tese simile a quello usato in Mission: Impossible - Protocollo fantasma.
Per quanto riguarda gli abiti, la costumista Marlene Stewart spiegò che una delle sfide più difficili era stata la scelta dei colori, poiché il regista aveva imposto di usare solo tonalità di grigio, il che limitava le possibilità. Per l'abito principale usato dal protagonista Jack, secondo la Stewart da non intendersi come un costume da supereroe, furono combinati vari materiali, compresi pelle, tessuti traspiranti, poliuretano e materiale elasticizzato.

### Fotografia ed effetti visivi
Il film venne girato in formato 4K con camere Sony F65.
Gli effetti visivi vennero curati da Eric Barba e Bjørn Mayer. Kosinski li incoraggiò a sfruttare il cospicuo budget per creare metodi innovativi affinché le scene rappresentate sembrassero più naturali possibile; il regista ebbe occasione di spiegare di aver voluto combinare le immagini generate al computer con scene paesaggistiche reali, sfruttando le moderne tecnologie che permettono di dare al risultato un aspetto unico e realistico. A tal fine, per rappresentare il cielo che circonda la casa di Jack, prima dell'inizio effettivo delle riprese vennero realizzati molti filmati panoramici dalla cima del vulcano hawaiano Haleakalā.Tali filmati vennero poi riprodotti da ventuno proiettori su uno schermo grande circa 150 metri per 13, il quale circondava il set su 270 gradi.
Per alcune scene venne anche utilizzata una camera volante: una camera collegata a un piccolo aereo comandato da un computer tramite un sistema wireless.

## Colonna sonora
In questo film, come in Tron: Legacy, il regista non affida la colonna sonora a un compositore convenzionale, ma agli M83, una coppia di musicisti che lavora con la musica elettronica, esattamente come accadde nel precedente film con i Daft Punk.
Nella pellicola, inoltre, viene ascoltata Ramble On dei Led Zeppelin e A Whiter Shade of Pale dei Procol Harum; si possono anche notare la presenza dei dischi in vinile di album come Rio dei Duran Duran, The Wall dei Pink Floyd, Exile on Main St. dei Rolling Stones, Some Enchanted Evening dei Blue Öyster Cult e il disco omonimo degli Asia in una scena del film.

## Distribuzione
Il primo trailer viene pubblicato online l'8 dicembre 2012, seguito, a dieci giorni di distanza, dalla versione italiana.
La première del film si è tenuta a Buenos Aires il 26 marzo 2013 per poi uscire in diversi paesi il 10 aprile, in Italia l'11 aprile e nelle sale statunitensi il 19 aprile 2013.

## Accoglienza

### Incassi
Nel Nord America ha incassato 89107235 $ e nel resto del mondo 197061337 $, per un totale di 286168572 $.

## Riconoscimenti
- 2014 - Art Directors Guild Awards
  - Candidatura per la miglior scenografia per un film fantasy o fantascientifico a Darren Gilford